# マイヤ・イソラ

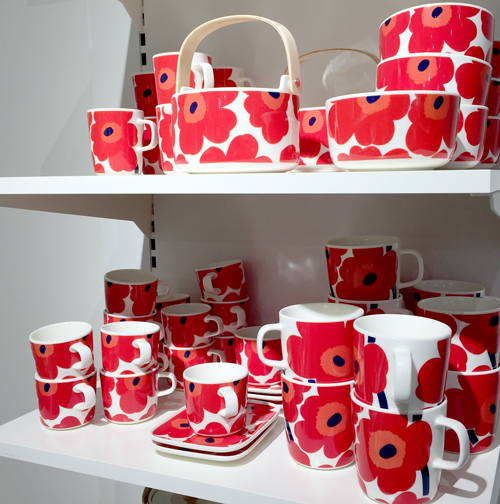
マイヤがデザインしたウニッコ（Unikko）の柄を用いたマリメッコの食器。

マイヤ・イソラ（Maija Sofia Isola、1927年3月15日 – 2001年3月3日）は、フィンランドのデザイナー。色あざやかなテキスタイル・デザインで知られる。代表作はマリメッコのウニッコ（ポピーの花）柄。娘のクリスティーナ・イソラ、その娘のエンマ ・ イソラもマリメッコのデザイナーとなった。
3人姉妹の3女として生まれ、父は農学者で芸術を好む家庭だった。自然の多い村で動物と触れ合い、絵を描いたり人形や屋敷を紙で作るなどして遊んだ。幼少期の暮らしは、のちのマイヤの作風に多大な影響を与えた。
19歳で娘のクリスティーナを生んだことをきっかけに、手に職をつけるためにヘルシンキの美術学校に通ってテキスタイルを学んだ。娘は母親に預け、母親も賛成した。校内のファブリックプリントのコンテストに出した作品が、のちにマリメッコの創設者となるアルミ・ラティアに注目され、それ以来、マイヤとアルミの交流が始まった。
マイヤはフリーランスのデザイナーとして活動し、約500のデザインがマリメッコに採用された。プリントデザインの代表作であるウニッコは、花をモチーフにした1964年の作品群の一つだった。ウニッコ以降、マリメッコでは花のモチーフが重要な要素となった。その他にも、引き伸ばし機を使ってスラブ風のスケッチの大きさを変えた装飾シリーズ（1959年-1960年）、ハサミで紙に大きな円をくり抜いたKivi（1959年）、インテリアデザイナー向けとして夏をイメージしたLokki（1961年）、娘の夏休みの宿題だった押し花を転写したLuonto（1957年-1963年）など多数を発表した}。1960年代にはポップアートに影響を受けた作品も制作し、自身の作品をポップカルチャーという言葉で語った。
年に1回は世界各地に長期滞在をし、新たな表現を求め続けた。1987年にデザインから引退し、一時期は忘れられていたが、1990年代後半には再びマイヤのプリントが注目されるようになった。